# 1892년 미국 대통령 선거
1892년 미국 대통령 선거는 1892년 미국에서 치러진 대통령 선거로, 민주당의 그로버 클리블랜드 전 대통령이 공화당의 벤저민 해리슨 대통령을 꺾고 대통령에 당선되었다.

## 후보선출

### 공화당
1892년 6월, 공화당 전당대회는 벤자민 해리슨 대통령을 대통령 후보로 선출한다

### 민주당
해리슨 대통령의 지지도가 하락하면서, 클리블랜드 전 대통령에 대한 향수가 일었고, 이에 힘입어 1892년 6월, 민주당 전당대회에선 그로버 클리블랜드 전 대통령이 큰 차이로 대통령 후보로 선출된다

### 인민당
1892년 7월, 인민당 전당대회는 제임스 위버 전 하원의원을 대통령 후보로 선출한다

### 금지당
금지당은 존 피드웰 전 하원의원을 대통령 후보로 선출한다

### 사회노동당
사회노동당은 사이먼 윙을 대통령 후보로 선출한다

## 선거 과정
이전 대선과 마찬가지로, 관세에 관련된 문제가 선거 이슈로 떠올랐다.
한편, 선거 2주 전인 1892년 10월 25일 영부인인 캐롤라인 해리슨 여사의 사망으로 인해 모든 후보는 선거운동을 중단했다.

## 선거 결과
| 대통령 후보       | 정당       | 근거지     | 득표수    | 지지율 | 선거인단 득표 |
| ----------------- | ---------- | ---------- | --------- | ------ | ------------- |
| 그로버 클리블랜드 | 민주당     | 뉴욕       | 5,553,898 | 46.02% | 277           |
| 벤저민 해리슨     | 공화당     | 인디애나   | 5,190,819 | 43.01% | 145           |
| 제임스 위버       | 인민당     | 아이오와   | 1,026,595 | 8.51%  | 22            |
| 존 비드웰         | 금지당     | 캘리포니아 | 270,879   | 2.24%  | 0             |
| 사이먼 윙         | 사회노동당 | 매사추세츠 | 21,173    | 0.18%  | 0             |
| 계                | 계         | 12,068,037 | 100.00 %  | 444    |               |

| 부통령 후보       | 정당       | 근거지   | 선거인단 득표 |
| ----------------- | ---------- | -------- | ------------- |
| 애들라이 스티븐슨 | 민주당     | 일리노이 | 277           |
| 화이트로 레이드   | 공화당     | 뉴욕     | 145           |
| 제임스 필드       | 인민당     | 버지니아 | 22            |
| 제임스 크랜필     | 금지당     | 텍사스   | 0             |
| 찰스 맷쳇         | 사회노동당 | 뉴욕     | 0             |
| 계                | 계         | 계       | 444           |

## 같이 보기
- 1892년 미국 하원의원 선거
- 1892년 미국 상원의원 선거
- 민주당 (미국)의 역사